# 가지야마 요헤이
가지야마 요헤이(일본어: 梶山 陽平, 1985년 9월 24일 ~ )는 일본의 전 축구 선수이다. 현역 시절 포지션은 미드필더였다.

## 구단 경력
그는 2003년부터 2018년까지 J리그의 FC 도쿄, 알비렉스 니가타에서 활동하였다.

## 국가대표팀 경력
그는 2005년 FIFA 세계 청소년 축구 선수권 대회에 참가할 일본 U-20 국가대표팀에 발탁되었으며, 3경기에 출전했다. 2004년 하계 올림픽에 참가할 일본 U-23 국가대표팀에도 발탁되었으며, 3경기에 출전했다.